# Деви, Шакунтала
Шакунтала Деви (англ. Shakuntala Devi; 4 ноября 1929 — 21 апреля 2013) — индийский феноменальный счётчик.
За свои способности в 1982 году попала в Книгу Рекордов Гиннесса.

## Биография
Шакунтала Деви родилась в Бангалоре (Индия), в семье брахманов. Её отец не захотел стать храмовым священником, а предпочёл работу в цирке в качестве воздушного гимнаста, укротителя львов, канатоходца и фокусника. Отец, работая в цирке, заметил в дочери способность к запоминанию чисел, когда обучал её карточным фокусам в возрасте трёх лет. Отец ушёл из цирка и вместе с дочерью участвовал в собственных уличных представлениях, на которых она демонстрировала удивительные способности к решению математических задач с большими числами, притом, что не получила никакого формального образования.
В 1944 году Деви с отцом переехала в Лондон. 
В Индию они вернулись в середине 1960-х годов. Здесь  Шакунтала вышла замуж за офицера Индийской административной службы из Калькутты. 
В 1979 году они развелись, и Шакунтала Деви вернулась на родину в Бангалор.
Используя свои феноменальные математические возможности вычисления в уме, Деви демонстрировала свой талант, выступая по всему миру, в том числе в туре по Европе в 1950 году и на представлении в Нью-Йорке в 1976 году. В 1988 году она отправилась в США, где её способности изучал Артур Дженсен, профессор психологии Калифорнийского университета в Беркли. В ходе исследований Дженсен ставил перед Деви различные задачи, в том числе вычисления больших чисел. Например, она должна была вычислить кубический корень из 61 629 875 и корень 7-й степени из 170 859 375. Деви дала правильные ответы — 395 и 15 соответственно, прежде чем жена Дженсена успевала запустить секундомер. Результаты своих исследований Дженсен опубликовал в 1990 году в научном журнале Intelligence. В 2009 году Шакунтала Деви посетила Москву, где продемонстрировала свои возможности.
Также Деви была астрологом и автором нескольких книг, в том числе кулинарных и художественных.
В апреле 2013 года Деви была госпитализирована в больницу в Бангалоре с проблемами дыхательной системы. Затем болезнь дала осложнение на сердце и почки. Умерла в больнице 21 апреля 2013 года, оставив дочь и двух внуков.
4 ноября 2013 года компания Google посвятила Шакунтале Деви дудл в честь 84-летия со дня её рождения.